# Енріко Руджері
Енріко Руджері (італ. Enrico Ruggeri; нар. 5 червня 1957 Мілан) — італійський кантауторе; принагідно письменник, телеведучий.
Опублікував 29 альбомів, з яких 23 студійних, 6 відкритих.
Двічі перемагав на Фестивалі Санремо.

## Біографія

### Початки
У 1972 році, в 15 років, створює свій перший гурт Marmellata Friend, який у 1974, зі вступом Сільвіо Капеччі, трансформується у Champagne Molotov Шампанське молотов (ім'я, до якого він часто звертається на початку кар'єри соліста). У 1977 році, після злиття Champagne Molotov та гурту Trifoglio, з'являються Decibel, з якими у 1978 році він записує перший альбом Decibel [зазвичай відомий як Punk, через присутній на конверті напис]. Альбом, опублікований на Spaghetti Records, є невдалим (продано декілька сотень копій), крім того викликає звинувачення у глумі над релігією через текст пісні Paparock, який був закамуфльований у місці міксажу, зробленому незрозумілим при прослуховуванні.
Після синглу Indigestione disko, повернення Сільвіо Капеччі та участі у Фестивалі Санремо з піснею Contessa (музика Фульвіо Муціо, текст Руджері) приходить успіх і альбом 1980 року Vivo da re, продюсований Шелом Шапіро [Shel Shapiro], титульний трек з якого бере участь у Фестивальбарі того року [посідає 4 місце]. Навесні розпродається весь тираж сорокоп'ятки «Contessa» і настає черга довгограючої платівки «Vivo da Re» та подальшого рекламного туру, який починається з близько сотні етерів на вільному радіо та вільному ТБ. Далі гурт відвідує традиційні літні фестивалі Кантаджіро та Un disco per l'estate. Ця фаза турне закінчується пам'ятним вечором на стадіоні Сан-Сіро перед п'ятдесятьма тисячами глядачів.
У 1981 році Енріко береться до сольної кар'єри, породженої Сільвіо Кріппою (Silvio Crippa), який став його постійним продюсером, та кладе початок багаторічній співпраці з гітаристом Луїджі Ск'явоне (Luigi Schiavone). Так виникає альбом Champagne Molotov, що вийшов на фірмі звукозапису SIF (пізніше поглинена Compagnia Generale del Disco — CGD), який не отримав сподіваного успіху, також через юридичні проблеми з «Spaghetti Records», пов'язані з попереднім контрактом. В цей період Руджері працює також як автор з деякими поп-співаками: Діаною Ест (Diana Est) (пише тексти для двох її перших синглів Tenax (1982) та Le Louvre(1983)), Деном Харроу, Jock Hattle, Albert One.
1983 — рік, коли Енріко починає ставати відомим, завдяки альбому Polvere та однойменному синглу, які досягли чималого успіху, другому місцю на Фестивальбарі та участі у пісенному змаганні Адзурро. Пісня Il mare d'inverno, яку він записує лише у наступному році, приносить йому репутацію чудового автора, відкриваючи перед ним артистичні горизонти у кантауторальному жанрі, хоча і без відмови від рокової сутності.

### Закріплення успіху (1984—1989)
У 1984 році Руджері повертається на Фестиваль Санремо з іншим успіхом — Nuovo Swing, який знаменує поворот до стилю, що резонує зі стилем французьких шансоньє. Далі йде альбом Presente, у якому нові пісні чергуються з виконаними вживу, між ними кавер Vecchio frack Доменіко Модуньйо, яка також бере участь у Фестивальбарі. У тому ж сезоні Санремо презентує молоду групу Canton, пишучи для них Sonnambulismo, яка буде також записана англійською.
1985-1986: після короткої співпраці з Міммо Лукашуллі [Mimmo Locasciulli], Руджері зазнає періоду плідного натхнення, під час якого він за вісімнадцять місяців публікує три альбоми, які остаточно санкціонують його вхід до числа найвагоміших італійських кантауторе; це
Tutto scorre (що його до сьогодні Енріко вважає своїм найдосконалішим альбомом], міні-альбом Difesa francese та Enrico VIII, останній входить до Top 20 і стає золотим диском; понад те, на Фестивалі Санремо 1986 року отримує премію критики за Rien ne va plus, пісня на три чверті з акомпанементом акордеона.
Руджері також стає одним з найзапитаніших авторів з боку численних виконавиць, серед яких найвідоміші Фйорелла Маннойа (Fiorella Mannoia), Лоредана Берте (Loredana Berté), Анна Окса (Anna Oxa) та Фйордалізо (Fiordaliso).
У 1987 році знову з'являється на Санремо з Джанні Моранді та Умберто Тоцці (спілка утворилась на благодатнім ґрунті Італійської національної збірної співаків) з піснею Si può dare di più , яка виграє конкурс. Далі йде амбітне турне театрами Італії з філармонійним оркестром Алессандрії та своїм перевіреним гуртом, що виливається у концертний альбом Vai Rrouge!, який незабаром стає платиновим.
В цьому ж році премію критики у Санремо одержує виконана Фйореллою Маннойею Quello che le donne non dicono з музикою Луїджі Ск'явоне, який є співавтором Руджері у багатьох успішних творах, і який часто фігурує як єдиний автор.
У 1988 році виходить, зустрічаючи непоганий прийом, диск La parola ai testimoni. У 1989 році черга альбому Contatti, що містить три неопубліковані і нову пісню Il funambolo (написана разом з Ріккардо Коччанте), яка була інструментована ленінградською філармонією разом з каверами інших італійських кантауторе: Івано Фоссаті, Лучіо Далла, Франческо Гуччіні, Серджіо Ендріго, Лучіо Баттисті, Франческо Де Ґреґорі, Alunni del Sole.

### Повернення дорокуі найбільші успіхи (1990—1993)
Руджері знову повертається до звучання близького до року і піднімається на найвищі у своїй кар'єрі рівні продажів завдяки синглам Ti avrò та Punk (prima di te). В результаті турне в Радянському Союзі на початку літа 1990 році публікує альбом «Il Falco e il Gabbiano» (Сокіл і чайка), що отримав статус подвійного платинового диску. Антитетичний дуалізм двох напрямків, окрім того, що будує твори Руджері, ясно показує його подвійну артистичну ідентичність, якою він пишається, не зважаючи на незадоволення деяких критиків, які починають ворушитися, стикаючись з тими, хто не розмежовує у своїй творчості цих контрастуючих між собою жанрів (кровожерливого, натхненного панком року та інтимної авторської пісні французької школи).
У 1991 році виходить найуспішніший диск артиста Peter Pan: 400.000 копій продано за декілька місяців; саме з цим альбомом він за кілька тижнів отримує чотири платинові диски. 2 листопада 1991 року сингл досягає п'ятого місця на хіт-параді. На вершині знаходиться 'Black or white' Майкла Джексона, Руджері йде після U2 ('The fly'). 23 листопада піднімається на друге місце, але витіснити американського Пітера Пена n.1 немає жодної можливості. 18 січня, за два з половиною місяці, сингл залишає top 10. У наступному році, знаходячись на хвилі тріумфу диску, Руджері здійснює надзвичайно вдале турне (понад 100 концертів).
Кульмінацією успіху стає друга перемога на Фестивалі Санремо 1993 року з рок-піснею Mistero. Після цього йде альбом La giostra della memoria, де відбувається експериментування з формою змішаного альбому, в нього входять старі пісні, неопубліковані, написані для інших виконавців та концертні варіанти, серед яких декілька неопублікованих. В тому ж 1993 році бере участь у Конкурсі Євробачення з піснею Sole d'Europa (Сонце Європи), посідаючи 12 місце.

### Прогресивний рок(1994—1999)
У 1994 році виходить альбом Oggetti smarriti, у текстах та атмосфері якого відчувається кінець шлюбу з дружиною Лаурою Феррато (одружені з 1986). Диск знаменує певну музичну еволюцію.
У 1996 році наступає криза у відносинах з фірмою звукозапису CGD (перейшла за декілька років під контроль американців Warner), що спричинило неуспіх амбітного та гідного концептуального альбому Fango e stelle (Багно та зірки). Диск був презентований на Фестивалі Санремо 1996 року, де Руджері брав участь in extremis, замінивши Орнеллу ваноні, і посідає там 15 місце. У тому ж році святкує 6 лютого 3 мільйони дисків, проданих за свою кар'єру. Влітку виступає на Лондонскому Хаммерсміті та на бразильскому Сан Паоло перед 50 тисячами глядачів. Саме у Санремо, вже в сезонах 1987 та 1988 років, з'являється, як вокалістка, Андреа Міро (в миру Роберта Мольйотті (Roberta Mogliotti)), яка стане йому майбутньою подругою життя — після жалюгідної участі, знову як вокалістки, у пісні 1986 року La medesima canzone, починає свій музичний шлях, співпрацюючи у редагуванні та аранжуванні майбутніх пісень Енріко, аж до диригування оркестром у сезоні 2002 року, коли презентувалась Primavera a Sarajevo.
У 1997 року, перейшовши до фірми звукозапису PDU, записує Domani è un altro. Альбом звертається також до іноземного ринку, розпочинаючи серію дисків іспанською публікованих через короткі проміжки. Його перша робота на лейблі PDU, стає подвійним платиновим диском. У 1999 році виходить L'isola dei tesori (Острів скарбів), складений переважно з більш чи менш відомих пісень, написаних у минулому для інших виконавців та груп, деякі за участі цих артистів.

## Роки зрілості (2000-)
У 2000 році Руджері переходить до SONY-BMG, де виходить диск L'uomo che vola. Il 2001. Це рік реінтерпретацій в стилі акустичної музики подвійного концертного альбому La vie en Rouge.
У 2002 році бере участь з баладою Primavera a Sarajevo (Весна в Сараєво у Фестивалі Санремо: Андреа Міро фігурує там як автор та керівник оркестру. Пісню надихнула війна попередніх років у Боснії, в ній використовуються музичні інтонації того регіону.
У 2003 році, у парі з Андреа Міро, він знову у Санремо з Nessuno tocchi Caino (Нехай ніхто не торкається Каїна), пісня проти смертної кари, написана після приєднання до однойменної асоціації. Енріко співає думки ката при виконанні обов'язків, що є для нього єдиним ремеслом, а Андреа — голос засудженого, який сподівається на милосердя. Твір увіходить до альбому Gli occhi del musicista (Очі музиканта). що публікується в тому ж році.
У 2004 році на диск Punk prima di te, перезаписуються треки з першого альбому Decibel разом з каверами панк-рокових пісень сімдесятих Девіда Боуї, Лу Рід, Sex Pistols, Ramones. У тому ж 2004 році виходить перший подвійний DVD вживу Ulisse, на Sony Music. У 2005 році публікується Amore e guerra (Любов та війна). В наступному році — Cuore, muscoli e cervello (Серце, м'язи та мозок) — потрійний бокс з опублікованими та неопублікованими матеріалами, де Руджері намагається підрозділити свої праці на три категорії згідно з назвою альбому. Виходить також його версія стиснута до одного CD.
У зв'язку з Різдвом 2007 року виходить диск різдвяних каверів, де Руджері виконує в своїй манері класиків)White Christmas тощо). У 2008 році — новий диск з неопублікованим Rock Show, де Енріко повертається до рок-музики, виступаючи як перша персона експериментів кантауторе з роком протягом 30 років.
30 червня 2009 року виходить праця з титулом All in — L'ultima follia di Enrico Ruggeri, потрійний CD неопублікованих творів, серед яких Incontri (Dimmi quand'è), яка дала життя рекламному Джинґлу лікеру Amaro Averna.
У квітні 2009 року бере участь у запису пісні Domani 21/04.09 Мауро Паґані (Mauro Pagani), доходи з якої передаються потерпілим від землетрусу у Л'Аквілі. У тому ж році співає в альбомі Клаудіо Бальйоні «Q.P.G.A.» в пісні Lungo il viaggio,, що є її первісною назвою, але яка відоміша як In viaggio.
18 грудня того ж року була підтверджена його участь у Фестивалі Санремо 2010 року в секції «Artisti», з піснею La notte delle fate (Ніч фей). Одночасно з участю у фестивалі виходить його останній альбом La ruota (Колесо), що містить зазначену пісню. З 2003 року публікує практично альбом у рік.

### Письменник та ведучий
Поруч з діяльністю композитора та виконавця, Руджері принагідно вдається до написання оповідань та поезій: у 1989 році публікує La giostra (видавництво Forte Editore), у 1994 році per pudore (для цноти) (вимовляється virgola per pudore (Кома для цноти) (Carte Segrete), у 1997 році Racconti e poesie (Оповідання та поезії) (Stampa Alternativa), nel 2000 Piccoli Mostri (Маленькі монстри((Feltrinelli).
у 2006 році провів на каналі Italia 1 передачу Il Bivio (Перехрестя), яка продовжувалась понад рік і повторювалась у 2007 та 2008 роках.
У листопаді 2008 року провів нову телевізійну програму Quello che le donne non dicono (Те, що жінки не говорять), Ток-шоу, у якому беруть участь лише жінки, що в ній Руджері показував свою чулість та знання жіночого всесвіту. Із середи 1 липня 2009 року до 8 січня 2010 року вів на Italia 1 передачу «Mistero» (Таємниця) протягом двох сезонів, залишивши потім місце Рацу Дегану (Raz Degan).
У 2010 році опублікував разом з (Кандідо Франчика (Candido Francica), книгу Alieni. Un mistero fra noi (Чужі. Таємниця між нами).
З вересня 2010 року ввійшов до журі talent show X Factor X Factor Italia на RAI 2.
У 2011 році вийшов його перший роман Che giorno sarà (Яким буде день).

## Дискографія

### Альбоми
- 1977 — Punk
- 1980 — Vivo da re
- 1981 — Champagne Molotov
- 1983 — Polvere
- 1984 — Presente studio-live
- 1985 — Tutto scorre
- 1986 — Difesa francese
- 1986 — Enrico VIII (на CD: Enrico VIII e Difesa francese)
- 1987 — Vai Rrouge! (live)
- 1988 — La parola ai testimoni
- 1989 — Contatti
- 1990 — Il falco e il gabbiano
- 1991 — Peter Pan
- 1993 — La giostra della memoria
- 1994 — Oggetti smarriti
- 1996 — Fango e stelle
- 1997 — Domani è un altro giorno (остання LP)
- 1998 — La gente con alma (in spagnolo)
- 1999 — L'isola dei tesori
- 2000 — L'uomo che vola
- 2001 — La vie en rouge (doppio live)
- 2003 — Gli occhi del musicista
- 2004 — Punk prima di te
- 2005 — Amore e guerra
- 2006 — Cuore, muscoli e cervello (triplo)
- 2007 — Il regalo di Natale
- 2008 — Rock show
- 2009 — All in - L'ultima follia di Enrico Ruggeri
- 2009 — Il regalo di Natale (re-packaging з 3 непублікованими)
- 2010 — La ruota

### Сингли 45 обертів (Італія)
- Señorita / Un amore isterico — Fingo di dormire (1981)
- Polvere / Non cercare il sole (1983)
- Nuovo swing / Vecchia Europa / Il mare d'inverno (1984)
- Confusi in un playback / Con la memoria (1985 з Mimmo Locasciulli)
- Poco più di niente / La prima sigaretta (1985)
- Rien ne va plus / La partecipazione (1986)
- Si può dare di più / La canzone della verità (1987 з Umberto Tozzi та Джанні Моранді)
- Giorni randagi / Cuba (live in Canada) (1988)
- Ti avrò / Il volo del falco e del gabbiano § (1990)
- Notte di stelle / Punk (prima di te) (1990)
- Prima del temporale / Prima del temporale + (1992)

§ інструментальні версії сторони A

+ альтернативна версія, опублікована раніше у альбомі Луїджі Ск'явоне La spina nel fianco, заспівана однаково Руджері.

### CD сингли або міні-альбоми
- Notte di Stelle (1990, соло Belgio)
- Mistero (1993)
- Sole d'Europa (1993)
- Il mare d'inverno (1984, ред. 1998)
- Si può dare di più — з Джанні Моранді ред Umberto Tozzi (1987 ed. 1998)
- I dubbi dell'amore (1998)
- Gimondi e il cannibale (2000)
- Primavera a Sarajevo (2002)

### Сингли (Promo)
- 1991 — Prima del temporale
- 1991 — La Band
- 1992 — Trans
- 1993 — Il vitello dai piedi di balsa (з Elio e le Storie Tese)
- 1993 — Mistero
- 1993 — Sole d'Europa
- 1994 — Non piango più
- 1994 — L'orizzonte (di una donna sola)
- 1996 — L'amore è un attimo
- 1997 — Neve al sole
- 1997 — La gente di cuore (з Марко Мазіні)
- 1998 — Il mercato dell'usato
- 1998 — I dubbi dell'amore
- 1998 — Anyway
- 1999 — Anna e il freddo che ha (з Andrea Mirò)
- 2000 — Niño no
- 2000 — Niño no (Remix)
- 2000 — Le ragazze di 40 anni
- 2001 — Gimondi e il cannibale
- 2001 — La vie en Rouge
- 2002 — Primavera a Sarajevo
- 2002 — I naviganti
- 2002 — Quante vite avrei voluto
- 2003 — Nessuno tocchi Caino (con Andrea Mirò)
- 2003 — A un passo dalle nuvole
- 2003 — Morirò d'amore
- 2004 — Indigestione disko
- 2005 — L'americano medio
- 2005 — Perduto amore
- 2006 — Eroi solitari
- 2006 — Fiore della strada
- 2008 — La Terra e la Luna
- 2008 — Rock show
- 2008 — Cuore segreto
- 2009 — Incontri (Dimmi quand'è')
- 2010 — La notte delle fate
- 2010 — Vivi

### Відео матеріали
- Enrico VIII Tour (VHS 1987)
- Il falco e il gabbiano Tour (VHS 1990)
- La giostra della memoria (VHS 1993)
- Oggetti Smarriti (VHS 1995)
- Ulisse (DVD 2004)
- Amore e guerra (CD+DVD digipack 2005)

## Твори

### Романи
- Che giorno sarà, Kowalski, 2011, ISBN 978-88-74-9669-50

### Оповідання та поезії
- La giostra, Forte Editore, 1989
- , per pudore, Carte Segrete, 1994
- Racconti e poesie Stampa Alternativa, 1997
- Piccoli Mostri, Feltrinelli, 2000

### Інше
- Alieni, Milano, Rizzoli, 2010, ISBN 978-88-17-03808-9

## Участь уФестивалі Санремо

### Виконавець
- 1980: Contessa (з Decibel) (єдина категорія — 4º місце)
- 1984: Nuovo swing (категорія Big — 19º місце)
- 1986: Rien ne va plus (категорія Big — 17º місце) (переможець Премії Критики)
- 1987: Si può dare di più (з Umberto Tozzi та Джанні Моранді) (1º місце)
- 1993: Mistero (1º місце)
- 1996: L'amore è un attimo (15º місце)
- 2002: Primavera a Sarajevo (5º місце)
- 2003: Nessuno tocchi Caino (в дуеті з Andrea Mirò) (4º місце)
- 2010: La notte delle fate (11° місце) [Eliminato alla 4a serata]

### Автор
- 1984: Sonnambulismo (написана для Canton, категорія Нові Пропозиції) (4º місце)
- 1985: Volti nella noia (написана для Champagne Molotov, категорія Нові Пропозиції) (н. ф.)
- 1987: Quello che le donne non dicono (написана для Fiorella Mannoia, категорія Big) (8º місце) (переможець Премії Критики)
- 1997: Padre nostro (singolo) (написана для gli O.R.O., категорія Big) (4º місце)
- 2000: La canzone del perdono (написана для Andrea Mirò, категорія Нові Пропозиції) (4º місце)

## Телевізійні програми
- Il bivio - Cosa sarebbe successo se... (Italia 1, 2005—2008)
- Quello che le donne non dicono (Italia 1, 2008)
- Mistero (Italia 1, 2009—2010)
- X Factor (Rai 2, 2010)

## Співпраця
- З Elio e le Storie Tese: Il vitello dai piedi di balsa, Il vitello dai piedi di balsa reprise, Lo stato A, lo stato B, Gimmi I., Cani e padroni di cani, Essere donna oggi, Pagano, Cassonetto differenziato per il frutto del peccato.
- З Steve Rogers Band: пише текст Polvere d'oro, балада розміщена на диску Sono donne (1990).
- З Andrea Mirò: Anna e il freddo che ha та Nessuno tocchi Caino; на CD «A Pierangelo Bertoli» (2005) заспівана разом «Il centro del fiume».
- з Джанні Моранді та Umberto Tozzi: Si può dare di più e La canzone della verità.
- З Frankie HI-NRG MC: Rivoluzione.
- З Pino Scotto: Predatori della notte.
- З i Buio Pesto: Clistero (іронічний кавер-'Mistero').
- З Марко Мазіні: La Gente di cuore
- З Statuto: Controcalcio (2010)
- З i Pooh: Tu vivrai (1990)

## Цікаве
- У 1990 разом з Луїджі Ск'явоне бере участь як автор у Дзеккіно д'Оро ((1990)) 33ª сезон — «La canzone dei colori» (6 місце) .
- У 2011 виходить його перший роман з назвою «Che giorno sarà» (Яким день буде), презентований 6 лютого у програмі Сімони Вентури (Simona Ventura) Quelli che il calcio e....
- Входить до складу Італійської національної збірної співаків.
- Є другом Alberto Camerini.